# ПриватМаркет
ПриватМаркет — маркетплейс від ПриватБанку та найбільший каталог українських компаній для бізнесу.
Сайт є прайс-агрегатором та платформою для малого та середнього бізнесу.
Авторизація на сервісі здійснюється за допомогою інтернет-банкінгу Приват24, що позбавляє потреби вводити контактні та платіжні дані користувача. Доступне оформлення товарів у розстрочку для фізичних осіб.

## Історія

#### 2016
Маркетплейс почав свою роботу 26 січня 2016 року під керівництвом тодішнього ІТ-директора ПриватБанку Дмитра Дубілета. Перша версія «ПриватМаркету» була каталогом для пошуку клієнтів та постачальників для юридичних осіб. Розділ для фізичних осіб почав працювати з травня.
Наприкінці 2016 року Кабмін оголосив про націоналізацію ПриватБанку й «ПриватМаркет» повністю перейшов у відання Мінфіну.

#### 2017
Команда «ПриватМаркету» запускає перший в Україні майданчик держзакупівель Zakupivli24 із чотирма рівнями акредитації в системі ProZorro і доступом до тендерів державних підприємств та комерційних тендерів із системи Rialto.
Наприкінці року частка «ПриватМаркет» від загального e-commerce ринку України сягала 1 %.

#### 2018
«ПриватМаркет» оновив власний сервіс конструктора сайтів, що дало змогу користувачу розробити сайт та дизайн свого магазину самостійно й без спеціальних навичок.
За підсумками першого півріччя загальний обіг у сегменті продажів фізичним особам склав 40 млн грн на місяць.

#### 2019
Команда банку припиняє свою роботу над проєктом «ПриватМаркет» під керівництвом ПриватБанку та зупиняє функціонування сайту. 
Zakupivli24 продовжує функціонувати, однак уже як окремий проєкт.

## Діяльність
Станом на січень 2019 «ПриватМаркет» має на онлайн-продаж 1 000 000 товарів для фізичних осіб. Покупець може вибирати відразу серед декількох цін на кожен товар, оформити розстрочку та вибрати кур'єрську службу. А вже після купівлі – залишити відгук про компанію.
«ПриватМаркет» має найбільший в Україні каталог для бізнесу, де зареєстровано понад 130 000 юридичних осіб та понад 1000 інтернет-магазинів. Кожен підприємець може відразу розмістити свої товари в загальному каталозі для продажу або створити власний інтернет-магазин за допомогою вбудованого CMS-редактора «Мій сайт».
Також можна брати участь у державних та комерційних закупівлях за допомогою сервісу Zakupivli24.